# Sky du Mont

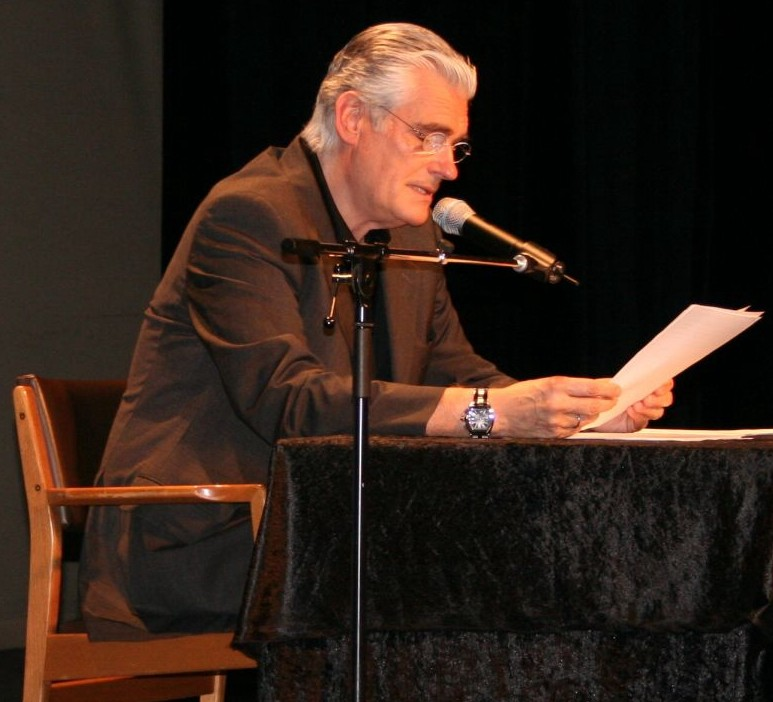
Sky du Mont nel 2005

Cayetano Neven du Mont, conosciuto come Sky du Mont (Buenos Aires, 20 maggio 1947), è un attore tedesco.

## Biografia
Si è sposato quattro volte: dopo aver divorziato dalla prima moglie, l'attrice Helga Lehner, nel 1990 si è sposato con l'attrice Diane Stolojan, da cui ha avuto un figlio, Justin; dopo il divorzio dalla Stolojan, risalente al 1995, si risposa nello stesso anno con l'attrice Cosima von Borsody, da cui ha divorziato nel 2000; nello stesso anno si risposa con l'attrice Mirja Becker, da cui ha avuto due figli, Tara (2001) e Fayn (2006).

## Filmografia parziale

### Cinema
- I ragazzi venuti dal Brasile (The Boys from Brazil), regia di Franklin Schaffner (1978)
- Avalanche Express, regia di Mark Robson (1979)
- Il leone del deserto (Lion of the Desert), regia di Mustafa Akkad (1981)
- U-Boot 96 (Das Boot), regia di Wolfgang Petersen (1981)
- Fuga nella notte (Night Crossing), regia di Delbert Mann (1982)
- Otto - Der Film (1985)
- Eyes Wide Shut, regia di Stanley Kubrick (1999)
- Der Schuh des Manitu (2001)
- Traumschiff Surprise – Periode 1 (2004)
- Pauvres Millionnaires (2005)

### Televisione
- Le avventure del barone Von Trenck (Die merkwürdige Lebensgeschichte des Friedrich Freiherrn von der Trenck) - miniserie TV (1972)
- Arsenio Lupin (Arsène Lupin) - serie TV, episodio 2x10 (1974)
- L'ispettore Derrick (Derrick) - serie TV, 14 episodi (1976-1996)
- I diari del Terzo Reich (Inside the Third Reich), regia di Marvin J. Chomsky - film TV (1982)
- Venti di guerra (The Winds of War), regia di Dan Curtis - miniserie TV (1983)
- Love with the Perfect Stranger, regia di Desmond Davis – film TV (1986)
- Arme Millionäre - serie TV, 12 episodi (2005-2006)

## Doppiatori italiani
Nelle versioni in italiano delle opere in cui ha recitato, Sky du Mont è stato doppiato da:
- Giulio Platone in I ragazzi venuti dal Brasile
- Sergio Lucchetti in Il leone del deserto
- Marco Mete in Fuga nella notte
- Sergio Di Stefano in Top Secret
- Massimo Foschi in Eyes Wide Shut